# ONE PIECE FILM RED
『ONE PIECE FILM RED』（ワンピース フィルム レッド）は、2022年公開の東映アニメーション制作による日本のアニメーション映画。黒岩勉脚本、谷口悟朗監督。また、原作者・尾田栄一郎が総合プロデューサーを務める。
漫画『ONE PIECE』を原作とするテレビアニメの劇場版第15作。FILMシリーズの第4作目。
8月6日から翌年2023年1月29日まで公開された。また、2023年10月20日より1ヶ月間再上映された（後述参照）。さらに2024年8月29日に一夜限りの特別上映もされた。
国内での通常上映のみの最終興行収入は197億円、アンコール上映を含めると203.4億円を突破し、『劇場版 鬼滅の刃 無限列車編』・『千と千尋の神隠し』・『君の名は。』に次ぎ、日本映画の歴代興行収入第4位となった。また、全世界での興行収入は319億円となり、最終観客動員数は1474万人を記録した。

## 概要
前作『ONE PIECE STAMPEDE』（2019年8月）から3年ぶりとなる劇場版『ONE PIECE』第15作。キャッチコピーは「歌声、赤髪。」「赤髪が導く〝終焉〟」｢その歌声がもたらすのは、永遠の幸せか、無限の牢獄か｣。
原作者である尾田栄一郎が「総合プロデューサー」として制作に参加している。尾田が総合プロデューサーを務めるのは、『ONE PIECE FILM Z』『ONE PIECE FILM GOLD』に続き3回目。テレビアニメ化以前に「ジャンプ・スーパー・アニメツアー'98」で上映されたOVA『ONE PIECE 倒せ!海賊ギャンザック』で監督を務めた谷口悟朗、前々作『GOLD』でも脚本を担当した黒岩勉が手掛けている。
原作連載25周年という節目での映画でもあるため、「ルフィとシャンクス」を元にウタが生まれた。

## 製作
2021年11月21日、テレビアニメ『ONE PIECE』第1000話の放送後、映画の製作とタイトル・公開日が発表された。
2022年3月28日、映画オリジナルキャラクターである「謎の少女（ウタ）」が登場するキャラクタービジュアルが公開された。
2022年4月13日、特報映像と新たな設定画が公開された。
2022年6月8日、ウタとゴードンのキャストが発表され、主題歌がAdoの「新時代」であることもあわせて発表された。
2022年7月11日、IMAXでの上映を全国27館の劇場で開催されることが発表され、公開日同日より4DX/MX4D/Dolby Atmosといった3形態での同時上映も実施される。また、これに併せてIMAX版のビジュアルが公開された。2022年8月13日より全国7館でDolby Cinema上映。
2022年9月3日より、東京・新宿バルト9と大阪・梅田ブルク7で無発声応援でサイリウムなどやハンドクラップ、振り付けなどもOKな『ウタLIVE in 映画館《無発声応援上映》』が開催、9月10日より全国で拡大上映。
2022年11月5日よりスマートフォンアプリ『HELLO!MOVIE』を使った副音声上映を実施。出演は尾田栄一郎と谷口悟朗によるFILM RED出張版SBS。
2023年8月6日、同年10月20日より全国366の映画館にて1ヶ月限定で再上映されることを発表。映像ソフトへの収録時にリテイクを行った特別版を、4Kアップコンバートした上で上映され、声出し可能な応援上映「ウタLIVE in映画館」も実施する。
2024年8月14日、同年8月29日一夜限定で全国8か所のTOHOシネマズにて、轟音上映されることをONE PIECE.comにて発表。 TOHOシネマズ ららぽーと福岡では、令和6年台風第10号の影響で2024年9月12日に上映された。
海外では、フランス、モロッコ、アルジェリア、チュニジアで2022年8月10日、台湾で2022年8月19日、香港、タイで2022年8月25日、オランダで2022年9月8日、インドネシアで2022年9月21日、マレーシアで2022年9月22日、フィリピンで2022年9月24日、シンガポールで2022年9月29日、カンボジアで2022年10月6日、バングラデシュ、インド及びパキスタンで2022年10月7日、ドイツおよびオーストリアで2022年10月13日、ルーマニアで2022年10月14日、スリランカで2022年10月28日、サウジアラビアで2022年11月1日、デンマーク、クウェート、オマーン、カタールで2022年11月2日、オーストラリア、ニュージーランド、ブラジル、スペイン、メキシコ、ウルグアイ、アルゼンチン、エクアドル、コロンビア、ボリビア、エルサルバドル、ニカラグア、パナマ、ペルー、チリ、コスタリカ、アラブ首長国連邦、バーレーン、エジプト、シリア、イラク、ヨルダン、レバノン、ポルトガルで11月3日から、2022年11月4日からはアメリカ合衆国、カナダ、イギリス、スウェーデン、エストニア、リトアニア、ラトビア、アイスランド、アイルランド、スペイン、ポーランドで、トルコ、南アフリカで2022年11月25日、韓国で2022年11月30日、イスラエルで2022年12月1日、フィンランドで2023年1月20日、ハンガリーで2023年1月26日に公開され、シリーズ最多の90以上の国と地域で公開されている。中国では2022年8月20日に中国北京国際映画祭で特別上映を実施した。

## ストーリー
音楽の島「エレジア」。この島で、一人の歌手のライブが開催されようとしていた。その歌手の名前はウタ。彼女はこれまで素性を隠したまま歌を発信していたが、その類まれなる歌声は「別次元」と称され、世界中の人々を魅了していた。そのウタが初めて公の場に姿を見せてライブを行うということで、エレジアのライブ会場にはファンの大観衆が集結しており、麦わらの一味も参加していた。そして、遂にウタがステージに姿を現し、ライブが開幕する。
1曲目の終了後、ルフィがステージに降り立ち、ウタに駆け寄り親しげに声をかけた。ルフィとウタは、幼少期にフーシャ村で共に過ごした幼馴染だったのだ。さらに、ウタがシャンクスの娘であることをルフィが話したことで、会場中が騒然となる。そこへウタを狙う海賊たちが乱入するが、ウタは2曲目を歌いながら不思議な能力を操り、瞬く間に海賊を拘束する。その後、ウタはルフィと仲間たちを歓迎し、その不思議な能力でもてなす。
この時、世界中の人を幸せにするためのウタの大きな「計画」が既に始まっていた。そして同じ頃、世界政府や海軍がウタの能力を危険視し、彼女の討伐に動き始めていた。

## 登場人物

### 麦わらの一味
劇中では麦わらの一味が「フェス衣裳」と「戦闘服」を着用する。どちらも原作者の尾田が新たに書き下ろしている。
モンキー・D・ルフィ
声 - 田中真弓
本作品の主人公。麦わらの一味船長。異名は「麦わらのルフィ」。懸賞金30億ベリー。
超人系悪魔の実「ゴムゴムの実」の能力者の全身ゴム人間。覇王色・武装色・見聞色の覇気の使い手。
ロロノア・ゾロ
声 - 中井和哉
麦わらの一味戦闘員。異名は「海賊狩りのゾロ」。懸賞金11億1100万ベリー。
刀使いの剣士で、刀3本を操る「三刀流」の使い手。武装色の覇気の使い手。
ナミ
声 - 岡村明美
麦わらの一味航海士。異名は「泥棒猫」。懸賞金3億6600万ベリー。
優れた航海術と気象センスの持ち主で、「魔法の天候棒（ソーサリー・クリマ・タクト）」と、新たに仲間として加わったゼウスを武器に戦う。
ゼウス
声 - 水島裕
ビッグ・マムの能力で生み出された「ホーミーズ」の一体。現在はナミと行動を共にしている。

ウソップ
声 - 山口勝平
麦わらの一味狙撃手。異名は「“ゴッド”ウソップ」。懸賞金5億ベリー。
ハンマーやパチンコの他、発動時に急成長する植物「ポップグリーン」を武器に戦う。見聞色の覇気の使い手。父は四皇･赤髪海賊団の狙撃手ヤソップ。
サンジ
声 - 平田広明
麦わらの一味コック。本名はヴィンスモーク・サンジ。異名は「黒足のサンジ」。懸賞金10億3200万ベリー。
蹴り技の達人で、高熱を帯びた足で攻撃する「悪魔風脚（ディアブルジャンブ）」を繰り出す。武装色･見聞色の覇気の使い手。
トニートニー・チョッパー
声 - 大谷育江
麦わらの一味船医。異名は「わたあめ大好きチョッパー」。懸賞金1000ベリー。
動物系悪魔の実「ヒトヒトの実」を食べた青っ鼻のトナカイ。
ニコ・ロビン
声 - 山口由里子
麦わらの一味考古学者。異名は「悪魔の子」。懸賞金9億3000万ベリー。
超人系悪魔の実「ハナハナの実」の能力者。
フランキー
声 - 矢尾一樹
麦わらの一味船大工。本名はカティ・フラム。異名は「鉄人（サイボーグ）」。懸賞金3億9400万ベリー。
全身に機械的な改造を施した改造人間（サイボーグ）。
ブルック
声 - チョー
麦わらの一味音楽家。異名は「ソウルキング」。懸賞金3億8300万ベリー。
超人系悪魔の実「ヨミヨミの実」の能力者で、一度死亡した後に白骨だけで蘇った。
ジンベエ
声 - 宝亀克寿
麦わらの一味操舵手。異名は「海侠のジンベエ」。ジンベエザメの魚人で、元王下七武海。懸賞金11億ベリー。
魚人空手と魚人柔術を操る格闘家。武装色の覇気の使い手。今作が劇場版初登場となる。

### 原作キャラクター

#### 海賊

##### 赤髪海賊団
シャンクス
声 - 池田秀一
赤髪海賊団大頭。四皇の一人。異名は「赤髪のシャンクス」。ウタの父。懸賞金40億4890万ベリー。劇場版初登場であると同時に本作品のキーパーソン。トットムジカの力によって暴走したウタを止めるためにエレジアに再び現れる。
ベン・ベックマン
声 - 田原アルノ
赤髪海賊団副船長。
ラッキー・ルウ
声 - 土門仁
赤髪海賊団幹部・コック。
ヤソップ
声 - 小林通孝
赤髪海賊団幹部・狙撃手。ウソップの父。異名は「追撃者（チェイサー）」。
ライムジュース
声 - 小野健一
赤髪海賊団幹部。
ボンク・パンチ
声 - 中村浩太郎
赤髪海賊団幹部。
モンスター
声 - 島田敏
赤髪海賊団幹部。ボンク・パンチの猿。
ビルディング・スネイク
声 - 二又一成
赤髪海賊団幹部・航海士。
ホンゴウ
声 - 緑川光
赤髪海賊団幹部・船医。
ハウリング・ガブ
声 - 中田譲治
赤髪海賊団幹部。
ロックスター
声 - 斎藤志郎
赤髪海賊団船員。

##### ビッグ・マム海賊団
シャーロット・リンリン
声 - 小山茉美
ビッグ・マム海賊団船長。トットランド女王。四皇の一人。異名は「ビッグ・マム」。懸賞金43億8800万ベリー。
超人系悪魔の実「ソルソルの実」の能力者で、自分や他人の魂を操ることができる。シャンクスの娘であるウタを狙い、オーブンとブリュレをエレジアへと送り込む。
シャーロット・カタクリ
声 - 杉田智和
ビッグ・マム海賊団「スイート3将星」の一人。シャーロット家次男。トットランド「粉大臣」。懸賞金10億5700万ベリー。
超人系悪魔の実「モチモチの実」の能力者で、能力は覚醒の域に達している。また、見聞色の覇気の達人であり、少し先の未来を見ることができる。
囚われたオーブンとブリュレを救出するためエレジアに向かい、トットムジカと戦う赤髪海賊団と共闘した。
シャーロット・ペロスペロー
声 - 内田夕夜
シャーロット家長男。トットランド「キャンディ大臣」。懸賞金7億ベリー。
超人系悪魔の実「ペロペロの実」の能力を持つキャンディ人間。
シャーロット・オーブン
声 - 木村雅史
シャーロット家4男。カタクリ・ダイフクの三つ子の弟。トットランド「こんがり大臣」。懸賞金3億ベリー。
超人系悪魔の実「ネツネツの実」の能力者の高熱人間。
ウタが「シャンクスの娘」だと知り、妹のブリュレと共謀して彼女を誘拐しようとライブに乱入するが、ウタの能力によって囚われてしまう。妹を助けてもらう条件として、海軍と麦わらの一味に協力することを要求され、渋々彼らに協力する。
シャーロット・ブリュレ
声 - 三田ゆう子
シャーロット家8女。
超人系悪魔の実「ミラミラの実」の能力者の鏡人間。
ウタが「シャンクスの娘」だと知り、オーブンと共謀して彼女を誘拐しようとライブに乱入するが、ウタの能力によって囚われてしまう。海軍と麦わらの一味に助けてもらい、彼らに協力する。

##### その他の海賊
トラファルガー・ロー
声 - 神谷浩史
ハートの海賊団船長。「最悪の世代」の一人。異名は「死の外科医」。懸賞金30億ベリー。
超人系悪魔の実「オペオペの実」の能力者の改造自在人間。武装色の覇気の使い手。
ベポの付き添いでウタのライブに参加する。
ベポ
声 - 高戸靖広 / 上田麗奈（ミニベポ）
ハートの海賊団航海士。シロクマのミンク。懸賞金500ベリー。ウタの大ファン。
ウタの能力によって子供の姿に変えられ、ローを激しく驚かせた。
バルトロメオ
声 - 森久保祥太郎
海賊団「バルトクラブ」船長。麦わら大船団2番船船長。異名は「人食いのバルトロメオ」。懸賞金2億ベリー。
超人系悪魔の実「バリバリの実」の能力者のバリア人間。
ウタの大ファンで、彼女の事を「ウタ様」と呼ぶ。

#### 海軍
サカズキ
声 - 立木文彦
海軍本部元帥。通称「赤犬（あかイヌ）」。自然系悪魔の実「マグマグの実」の能力者のマグマ人間。
自らが"悪"と見なしたものを葬るためなら手段を選ばない冷酷な性格で、ウタ討伐のために罪のない観客を巻き込むことも厭わない。
大将2人と軍艦30隻というバスターコール以上の戦力をウタの討伐に動かす。
ボルサリーノ
声 - 置鮎龍太郎
海軍本部大将。通称「黄猿（きザル）」。自然系悪魔の実「ピカピカの実」の能力者の光人間。
本作では赤犬の方針に従っている。ウタに操られた観客を躊躇無く攻撃する姿勢をベックマンから非難されている。
イッショウ
声 - 沢木郁也
海軍本部大将。通称「藤虎（ふじトラ）」。超人系悪魔の実「ズシズシの実」の能力者で、重力を自在に操る。
サカズキやボルサリーノとは違い、無闇に民間人を傷つけることには否定的である。
モモンガ
声 - 太田真一郎
海軍G-1支部中将。
コビー
声 - 土井美加
海軍本部大佐・海軍機密特殊部隊SWORD隊員。見聞色の覇気の使い手。
本作では、ライブ会場の観客へウタの能力を説明したり、避難誘導を行った。トットムジカとの戦闘では味方の指揮を執った。
ヘルメッポ
声 - 永野広一
海軍本部少佐・海軍機密特殊部隊SWORD隊員。
コビーと共にライブ会場の観客として潜入。

#### 世界政府
ブルーノ
声 - 佐々木誠二 / 渡辺久美子（ミニブルーノ）
CP-0諜報部員。超人系悪魔の実「ドアドアの実」の能力者のドア人間。
海軍のコビーやヘルメッポと行動を共にする。
カリファ
声 - 進藤尚美
CP-0諜報部員。超人系悪魔の実「アワアワの実」の能力者の石鹸人間。
世界中の人々に、ウタの歌を聞かないようにと注意を呼びかけている。
ロブ・ルッチ
声 - 関智一
CP-0諜報部員。動物系悪魔の実「ネコネコの実 モデル"豹（レオパルド）"」の能力者。
五老星にウタによる被害状況を報告していた。
五老星
声 - 野田圭一、緒方賢一、園部啓一、平野正人、増谷康紀
世界政府最高権力者であり、天竜人の最高位である5人の老人たち。
ウタとトットムジカの存在を危険視しており、ライブの映像を監視していた。

#### その他原作キャラクター
マキノ
声 - 大本眞基子
フーシャ村の酒場の女店主。
チャルロス聖
声 - 茶風林
天竜人。ウタの身柄を10億ベリーで買おうと目論みライブ会場に現れるも、ウタに拒否される。さらに自身を「オジサン」呼ばわりするなど無礼な態度を取ったため、激怒して部下達に彼女を射殺させようとするも、ウタの能力で銃撃を防がれる。すると「役立たずは要らない」として自らの手で部下達を銃撃し、その上天竜人の権力を利用して海兵達にウタを拘束させようとする。これらの横暴な振る舞いにウタが激怒し、部下や海兵共々、身柄を拘束された挙句にぬいぐるみに変えられた。

### オリジナルキャラクター
ウタ
声 - 名塚佳織 / 歌 - Ado
本作品のメインヒロインであり、キーパーソンでもある世界の歌姫。シャンクスの養女。元赤髪海賊団音楽家。
21歳。誕生日は10月1日。身長169cm。てんびん座。血液型XF型。好きな食べ物はホイップましましのパンケーキ。好きなものは「カワイイもの」で、嫌いなものは海賊。座右の銘は「楽しんだもの勝ち」。
赤色と薄いピンク色のツートンカラーの髪が特徴的で、ヘッドフォンを耳に装着しており羽が付いた衣装を着ている。その歌声は「別次元」と評され、世界中が熱狂している。
性格は明るくフレンドリーで世界中の苦しんでいる人々を自分の歌で幸せにしようと考える優しい心の持ち主。ただ育ってきた環境ゆえに世間知らずな所がある。ルフィとの勝負で卑怯な手を使って勝とうとする一面もあるが、それでも彼のことを大切に想う良き親友でもある。
超人系悪魔の実「ウタウタの実」の能力者。自分の歌声を聞いた人間の意識を現実世界そっくりの仮想空間「ウタワールド」に引き込むことができる。ウタワールドの中では、「飲食物を自在に出す」「人をミニサイズにする」「船をマスコットに変える」など、思い通りのことを自在に行える。戦闘では、歌を歌いながら黄金色の鎧をまとって武装し、歌声で相手の攻撃を無効化するほか、空中に描いた五線譜に相手を貼り付けて拘束する技を使う。これらの技により、ウタワールド内では無敵にして万能とも言えるほどの戦闘力を見せた。また、強力な武装を有する「音符の戦士」を無数に生み出すこともできる。
ウタワールドに閉じ込められた人々は現実世界では昏睡状態に陥っており、ウタはその肉体を操ることが出来る。ウタワールドはウタが眠ると消えるが、一度ウタワールドに引き込まれた人間は自力で現実世界に戻ることはできない。また、能力者であるウタが死亡すると、ウタワールドは完全に閉鎖されてしまい、取り込まれた人々の意識は二度と現実世界に戻って来れなくなる。ウタワールドから脱出する唯一の手段は、ウタワールドと現実からトットムジカを同時に攻撃し倒すこと。彼女の歌を聴かなければ能力は作用しないが、たとえ映像電伝虫越しでも彼女の歌を聞けばウタワールドに引き込まれる。そのため、世界中に彼女の歌が配信された場合、被害が及ぶ速度と範囲は尋常ではなく、最終的な被害は全世界の7割に及んだ。
2歳の時に故郷を海賊に襲われ、両親は死亡。自身は海賊に攫われる。その海賊の船が赤髪海賊団と戦闘になった時、財宝や宝箱に紛れていたところを赤髪海賊団に略奪され、当時20歳であったシャンクスに出会う。その後はシャンクスの娘として、赤髪海賊団の船で育てられた。当時から非凡な歌声を持っており、シャンクス達もその歌声に魅了され、いつしか赤髪海賊団の音楽家を自称するようになる。8歳の時に、シャンクス達と共に東の海のフーシャ村に停泊し、そこでルフィと出会い幼馴染みになった。
それから1年後のある航海で、音楽の国「エレジア」を訪れる。エレジアでも彼女の歌声は多くの人を魅了するが、その夜、エレジアは火の海となって壊滅してしまう。目覚めた時にはシャンクスたちは既に自分を置いて海に出ており、ゴードンからエレジア壊滅の犯人は赤髪海賊団だと聞かされ、シャンクスと海賊に強い恨みを持つようになる。
その後は生き残ったエレジア国王のゴードンに育てられ、大人になると「歌を通じて世界中の人を幸せにしたい」という信念を持ち、素性を隠して世界に歌声を発信し続けた。その歌声が世界の人々を魅了し、世界で最も愛される歌姫となったが、ある日、エレジア壊滅の一部始終を記録した映像電伝虫を偶然見つけ、その映像から、実際にエレジアを壊滅させたのは、ウタを利用して目覚めた魔王トットムジカであり、「ウタの歌声に罪は無い」と、赤髪海賊団が自らエレジア壊滅の罪を被ったという事件の真相を知る。しかし、自身が犯した罪や、赤髪海賊団を憎み続けていたことへの後悔、そして世間には海賊嫌いとして知られる自分を応援してくれるファンの期待への重圧で苦しむ。そんな中、ロミィからの「辛い現実から逃げたい」「ずっとウタの歌を聴いていたい」というメッセージを機に、「ウタウタの実」と「ネズキノコ」を利用した計画を思いつき、初めてファンの前に姿を見せるライブの折に実行することを決意した。
ウタの計画とは、世界中のファンや苦しんでいる人々をウタワールドに永遠に閉じ込め、「辛いことや悲しいことが一切無い世界」であるウタワールドという楽園で永遠に楽しく暮らす「新時代」を実現することである。ウタワールドは自身が眠ると消えてしまうため、ネズキノコを食べることで眠らないようにし、自らの死によって、大勢の人の意識を引き込んだウタワールドに永遠に閉じ込めようとしていた。それを阻止する為、世界政府や海軍が動き出し物語の冒頭に至る。
ライブでは、ルフィとの思わぬ再会を喜び、麦わらの一味にも友好的に接するが、彼らが海賊だと知ると態度を一変させ、一味を五線譜に拘束する。ルフィも捕まえようとするが、バルトロメオとローが介入したことで逃げられてしまい、音符の戦士達を差し向ける。一度ルフィを発見した際は、彼の麦わら帽子を奪い取った。
ルフィ達の追跡を中断してライブを再開しようとするが、天竜人のチャルロス聖にウタが危害を加えたことや、コビーがウタワールドの秘密を暴露したことでライブ会場は騒然となる。だが「もっと楽しいことがあれば、皆が幸せになれる」と自分の意見を押し通し、観客達をぬいぐるみに変えてしまう。
現実世界でもライブ会場を包囲する海軍に対して観客達を兵隊のように操って応戦する。その混乱に乗じてルフィをナイフで刺殺しようとするが、そこにシャンクス率いる赤髪海賊団が現れ阻止される。動揺するウタは、観客達が海兵に銃撃されたことへの怒りと悲しみ、そしてネズキノコの凶暴化作用によって感情のコントロールを完全に失い、自らの意思で禁断の歌を歌って魔王「トットムジカ」を出現させてトットムジカと一体化し暴走する。
死闘の末にトットムジカは麦わらの一味と赤髪海賊団らによって倒され、自身は救出されたものの、観客の心はウタワールドに取り残されたままだった。その光景を見たウタは、シャンクスに差し出されたネズキノコの解毒薬を飲まずに、残された力でウタワールドに閉じ込めた世界中の人々を現実世界に戻し、シャンクス達に謝罪して力尽きる。その直前にウタワールドでルフィと最後の言葉を交わし、麦わら帽子を返して新時代の担い手を託した。ウタの生死については明言されていないが、赤髪海賊団が棺のようなものを取り囲む描写がある。
エンディングでは事件後、彼女の歌が世界中の人々に愛され続けている演出がなされた。
ゴードン
声 - 津田健次郎
ウタの育ての親で、かつて音楽の国として栄えていたエレジアの元国王。頭に大きな傷を持つ大柄な男。
かつてトットムジカによってエレジアが壊滅した際、国民で唯一生き残った。赤髪海賊団にウタを託され、それ以来ずっとエレジアでウタと2人で暮らしてきた。
赤髪海賊団と共にエレジアを訪れたウタの歌声を聴き、その類い稀な歌唱力を「世界の宝」と称賛する。その夜の赤髪海賊団を招いたパーティーの最中、ウタが翌日にも出航しようとしていることを知り、最後に国中の人々にウタの歌声を聴かせようと取り計らう。しかし、城の奥深くに封印されていた「禁断の歌」の楽譜がウタの歌声に引き寄せられ、ウタが楽譜の秘密を知らないまま歌ったことでトットムジカが出現。事態を鎮めたシャンクスの提案で、赤髪海賊団がエレジアを滅ぼしたとウタには話し、真実をずっと隠してきた。
音楽家として禁断の歌の楽譜を破棄することができず、ずっと手元に残していたが、これが仇となり、ウタによって再びトットムジカを呼び起こされてしまう。暴走するウタに真実を明かし、今までウタに嘘をついてきた後悔の念に苛まれるが、麦わらの一味に励まされ、涙を流す。
事件後は、とある島で子供たちに音楽を教えている。
サニーくん
声 - 桑島法子
麦わらの一味の海賊船「サウザンドサニー号」が、ウタの能力でマスコットに変えられた姿。子供のライオンがぬいぐるみ化したような愛らしい姿をしている。「サニー」としか喋らない。
ロミィ
声 - 新津ちせ
ライブの観客の一人。ウタに憧れる少女。
ウタからプレゼントされたぬいぐるみを大切にしている。
ヨルエカ
声 - 梶裕貴
ライブの観客の一人。羊飼いの少年。
牛
ウタがルフィと幼少期と同様の対決をした際に、能力で出現させた牛。「U」の文字が入った帽子を被っている。

#### アニマルバンド
ブライオン
アニマルバンド・ギター担当。
ジラッシュ
アニマルバンド・バス担当。
スリム
アニマルバンド・DJ。
カーペンニャー
アニマルバンド・ドラムス担当。
ダクソン
アニマルバンド・アコーディオン担当。
デビルガール＆ピーナッツモンキー
アニマルバンド・ダンサー。

#### クラゲ海賊団
船員の名前は、全員がクラゲの名前から取られている。
エボシ
声 - 山田裕貴
クラゲ海賊団船長。
世界的な有名人であるウタがシャンクスの娘だと知り、誘拐して金儲けしようと目論むが、ルフィ達に妨害され、さらにウタの能力によって拘束される。その後、ウタワールドから脱出を目指すため、コビーたちに協力する。
ハナガサ
声 - 粗品
クラゲ海賊団船員。
カギノテ
声 - せいや
クラゲ海賊団船員。

## 用語
エレジア
本作の主な舞台となる島。かつては音楽の国として栄えていたが、現在は廃墟が残るのみとなっている。
エレジアが滅亡した経緯については、世間ではシャンクス率いる赤髪海賊団の襲撃によるものとして知られているが、実際にはウタの力によって顕現したトットムジカによって滅ぼされたものであった。
ネズキノコ
カサの部分に耳のような突起が2つ生えたピンク色のキノコ。食べると眠ることが出来なくなり、やがて死に至るといわれている。その他、徐々に感情のコントロールが効かなくなり凶暴化するという作用もある。
トットムジカ
本作品の黒幕である、エレジアの地下深くに封印されていた禁断の楽譜。「ウタウタの実」の能力者が楽譜通りに歌うことで“魔王”が顕現し、地上に破壊と災厄をもたらすと伝えられている。魔王を接点としてウタワールドと現実がつながるため、二つの世界から同時に攻撃して魔王を倒すことでウタワールドから脱出することができる。
元々は厳重な封印の下にあったが、12年前に赤髪海賊団とウタがエレジアを訪れた際、ウタの歌声に反応して封印から解き放たれてしまった。ウタがトットムジカを歌ってしまったことでエレジアに“魔王”が顕現し、一夜にして島を壊滅させてしまう。
その後は生き残ったゴードンによって秘密裏に管理されていたが、後にウタによって発見され、彼女の手に渡ってしまう。

## スタッフ
| 原作・総合プロデューサー         | 尾田栄一郎 |
| 監督                             | 谷口悟朗 |
| 脚本                             | 黒岩勉 |
| 音楽                             | 中田ヤスタカ |
| キャラクターデザイン・総作画監督 | 佐藤雅将 |
| 美術監督・美術設定               | 加藤浩 |
| 色彩設計                         | 横山さよ子 |
| CGディレクター                   | 川崎健太郎 |
| 撮影監督                         | 江間常高 |
| 製作担当                         | 吉田智哉 |
| 制作プロダクション               | 東映アニメーション |
| 「ワンピース」製作委員会         | フジテレビジョン：臼井裕詞、成戸真知子、橋詰知明、渡邉朱織 東映アニメーション：鈴木篤志、上村敏行、松原一哲、浮田康平 東映：谷口毅志、真野友也、鈴木剛大 集英社：佐々木尚、藤尾明史、嶋崎崇夫 バンダイ：大矢陽久、茂木喜人、辻正喜、金田大空 バンダイナムコエンターテインメント：手塚康司、山本理恵、平田玲、花井雄ニ朗 ADKエモーションズ：志村章、嶋根惇、齋藤ちひろ、宇野澤拓海 電通：藤田浩幸、石渡弥、東山敦、谷澤良治 |
| 配給                             | 東映 |

## 音楽
特記が無い限りレコードレーベルはいずれもユニバーサルミュージック内のVirgin Music。
主題歌と劇中歌全7曲のミュージック・ビデオが制作されており、Adoの公式YouTubeチャンネルで公開される。本作品の楽曲は全てウタが劇中で歌唱した曲である。

### 主題歌
オープニングテーマ・劇中歌「新時代」
作詞・作曲・編曲 - 中田ヤスタカ
劇中のウタのライブで最初に歌唱した曲。
楽曲は劇中の映像と共に映画公開時期のテレビアニメ第1028話から第1030話のオープニングとしても使用されていた。
トットムジカとの戦闘シーンでは、『ウィーアー！』のサビのメロディを混入したアレンジが使用されている。
エンディングテーマ・劇中歌「風のゆくえ」
作詞・作曲 - 秦基博 / 編曲 - トオミヨウ、秦基博
かつてシャンクスやルフィと一緒にいたころにウタが歌唱した曲。

### 劇中歌
「私は最強」
作詞・作曲 - 大森元貴 / 編曲 - Mrs. GREEN APPLE、伊藤賢
この歌を歌唱する際、ウタは武装をしてクラゲ海賊団とオーブン・ブリュレ一派を拘束した。
「逆光」
作詞・作曲・編曲 - Vaundy
ルフィたちが海賊であることを知ったウタが、彼らを襲撃する際に歌唱した歌。
「ウタカタララバイ」
作詞 - TOPHAMHAT-KYO（FAKE TYPE.）
作曲 - FAKE TYPE.
編曲 - DYES IWASAKI（FAKE TYPE.）
サカズキの指令でエレジアに上陸したボルサリーノやイッショウら海軍を撃退するために、ウタが自らの能力で眠らせた観客たちを操る際に歌唱した歌。
「Tot Musica」
作詞 - cAnON
作曲・編曲 - 澤野弘之
本作において禁断の歌とされる曲。
「世界のつづき」
作詞・作曲 - 折坂悠太
編曲 - 川口大輔
ウタがフーシャ村でルフィやシャンクスたち赤髪海賊団と暮らしていた頃に歌っていた曲。

### サウンドトラック
2022年8月10日、主題歌および劇中歌を収録したアルバム『ウタの歌 ONE PIECE FILM RED』を初回限定盤と通常盤の2形態で発売。初回限定盤はCDにボーナストラック（#8 - #10）、DVDにミュージック・ビデオを収録。通常盤はCD（#1 - #7）のみ。
同年10月28日には中田ヤスタカが手がけた劇伴音楽47曲を収録した『「ONE PIECE FILM RED」Original SoundTrack』を発売。

## プロモーション

### 前売り券・ムビチケ
2022年4月15日発売。本上映時には特典等はなく、前売り券のみの販売であったが、アンコール上映では特典が付属したムビチケカードが発売される。
アンコール前売券（ムビチケカード）
2023年8月11日より劇場窓口と前売券通販サイトメイジャーにて発売。ムビチケカードをルフィとシャンクスが飾り、全国合計5万枚の数量限定でルフィとウタが描かれた特典ステッカーが付属する。

### 入場者プレゼント
『ONE PIECE』コミック –巻四十億〝RED〟–
入場者プレゼント第1弾。入場者300万人にプレゼントされる。表紙をシャンクス、ルフィ、ウタが飾り、作者描き下ろしの設定資料、キャラ設定やストーリー設定、劇中楽曲情報などが収録されている。
『IMAXエクスクルーシブ・ビジュアルポスター』
全国のIMAX劇場限定の入場者プレゼント。公開初日の2022年8月6日より配布開始される。ポスターはA3サイズで、上述の入場者プレゼントと併せて貰える。また下記の劇場では上述の入場者プレゼントとポスターに加え、劇場限定の入場者プレゼントも別途用意されている。
そのうち、東映グループのティ・ジョイが運営する各映画館（T・ジョイPRINCE品川・横浜ブルク13・広島バルト11・鹿児島ミッテ10）ではスマホステッカーをプレゼント。イオンシネマ市川妙典、イオンシネマ四條畷では、A4クリアファイルをプレゼント。
『ONE PIECEカードゲーム チュートリアルデッキ』
入場者プレゼント第2弾。8月13日より全国合計50万パック限定で配布。全15種計40枚収録。
『ONE PIECE』コミック –巻4／4〝UTA〟–
入場者プレゼント第3弾。8月27日より全国合計300万部限定でプレゼントされ、表紙をルフィ、ウタが飾る。
『ONE PIECE』コミック –巻四十億〝RED〟–アンコール
入場者プレゼント第4弾。第1弾のカバーをリニューアルして9月17日より全国合計200万部限定で再配布され、表紙は映画オリジナル衣裳の戦闘服を身に纏ったルフィ、さらには背後の背景をシャンクスが飾る。
『FILM RED メモリアルカード』
入場者プレゼント第5弾。10月1日より全国合計50万枚限定で配布。カードの表は尾田栄一郎描きおろしの映画本ビジュアル、裏にはスペシャルコンテンツにアクセスすることができるQRコードが掲載。QRコードを読み込むと「ノンクレジット版エンディング フル映像」「エンディング映像のそれぞれの場面を切り取ったギャラリーページ」「ダウンロード可能な全10種の“ウタ”スタンプ風GIF画像」の3つのコンテンツが閲覧可能になる。
『FILM RED ビジュアルカードセット』
入場者プレゼント第6弾。10月15日より全国合計50万枚限定で配布。ポストカード8枚セット。
ワンピの実『FILM RED』“シャンクス”
入場者プレゼント第7弾。10月29日より全国合計20万個限定で配布のディフォルメフィギュア。
『スペシャルシャンクス104巻掛け替えカバー』
入場者プレゼント第8弾。11月12日より全国合計50万個限定で配布のコミックスカバー。作者描きおろしデザインはルフィ、ウタ、シャンクスを第1巻カバー絵に模した仕様。
『ゆめかわ♡ウタラバーバンド』
2022年11月26日より30万個限定配布のUTA TV LIVE TOUR グッズ第1弾。
『ぷくぷく♡ウタバルーン』
2022年12月10日より30万個限定配布のUTA TV LIVE TOUR グッズ第2弾。
『UTA HAPPY XMAS カード』
2022年12月17日から12月25日までの期間、全国合計20万枚限定で配布。尾田栄一郎がデザインしたサンタ衣裳を身に纏ったウタの姿が描かれたカードとなっている。
『UTA HAPPY お年賀 2023』
2023年1月1日から全国合計20万枚限定で配布。尾田栄一郎描きおろしの振り袖姿ウタのカード。
『THANK YOUグッズ』
2023年1月29日の終映に向けたフィナーレ企画の一つとして実施・配布される。いずれも全国合計20万個限定で配布。
『ONE PIECEカードゲーム フィナーレセット』
『THANK YOUグッズ』第1弾。同年1月21日より配布。全12種12枚収録。
『クライマックスクリアファイル』
『THANK YOUグッズ』第2弾。A4サイズ仕様で、終映前日の1月28日から2日間限定で配布。2022年11月7日発売の「週刊少年ジャンプ」49号で描かれた、尾田栄一郎描き下ろしによる劇中ラストバトルのイラストがクリアファイルとなっており、裏面には14人分のキャストのサインが入っている。
『ウタLIVEキラキラライト』
アンコール上映での応援上映限定の入場者プレゼント。再上映日の2023年10月20日に全国合計12万個でプレゼント。
『ONE PIECE』コミック –巻四十億一〝アンコール〟–
アンコール上映入場者プレゼント第1弾。再上映公開日の10月20日より全国合計60万部でプレゼント。表紙をルフィ、ウタが飾り、映画本編カット、全シーンのセリフ・歌詞のほか、応援上映において推奨されるおすすめシーンやペンライトの色などが収録される。
『ONE PIECE カードゲーム アンコールパック』
アンコール上映入場者プレゼント第2弾。11月3日より全国合計40万パックで配布。ウタが歌唱する主題歌と劇中歌全7曲のミュージック・ビデオのイラストが描かれた7枚のカードと、ギア5の姿のルフィが描かれたカード1枚をセットにした合計8枚のカードが入っている。
『FILM RED』メモリアル アクリルスタンド“アンコール”
アンコール上映入場者プレゼント第3弾。11月11日より全国合計10万個で配布。ポストカードサイズのアクリルスタンドとなっており、幼少期のルフィとウタ、赤髭海賊団、マキノが宴を楽しむイラストが描かれている。
TOHOシネマズ×Spotifyコラボ特別上映会限定ステッカー
TOHOシネマズの「轟音」導入劇場で開催されるSpotifyとのコラボ特別上映会の来場者限定でプレゼントされる。同上映会で上映される作品が描かれたステッカーとなっている。

### イベント・キャンペーン
エーザイ
2022年4月1日から8月22日までの期間、同社の子供向け乗り物酔い薬『トラベルミン チュロップ』のぶどう味、レモン味とのコラボキャンペーン第1弾を2022年4月より展開。期間中にキャンペーンサイトでクイズに回答した中から抽選でオリジナル スーツケースセット レッドまたはオリジナル カラビナ付マグカップをプレゼントしていた。
スクラッチ
全国都道府県及び20指定都市で、1等賞金1000万円の「ワンピーススクラッチ」を発売していた。
ユニバーサル・スタジオ・ジャパン
2022年7月1日から10月2日まで大阪市此花区の同施設にて夏のイベント「ワンピース・プレミア・サマー 2022」において行われる「プレミアショー」は、本作と連動したストーリーとなった。
これとは別に同年7月1日から10月2日まで、ジュラシック・パークエリア内の『ディスカバリー・レストラン』が夏期限定で「ワンピース・サマー宴（フェス）・レストラン」に改装され、本作品の登場人物をモチーフにしたメニューが提供されていた。
ライオン
2022年5月1日から6月30日までの期間、本作品とのコラボキャンペーンを実施。ライオン公式の専用アカウントをフォローし、対象ツイートをリツイートすると、「メモリアルピンバッジ&QUOカード（20,000円分）セット」、上記に加え対象商品300円または500円(いずれも税込)以上を購入すると「フェイスタオル&タンブラーセット」・「オリジナルQUOカード（1,000円分）」をそれぞれ抽選でプレゼントしていた。
日本食研
2022年6月1日より、本作品の公開を記念して「焼肉のたれ宮殿」を1本買うと、オリジナルの『ONE PIECE』マグネットが1個貰えるキャンペーンを展開していた。
伊勢丹
本作品の公開を記念して、伊勢丹とのコラボレーションが展開され、三越伊勢丹限定のアパレル・アート・食品を中心に、新宿店に期間限定ショップを展開していた。
ONE PIECE DAY ワンピースのすべてがここにある
『ONE PIECE』ファンに向けた全世界同時配信番組「ONE PIECE DAY ワンピースのすべてがここにある」を日本時間の2022年7月22日・7月23日の2日間にわたってONE PIECE公式YouTubeチャンネルにて配信。22日には、本作品のスペシャルイベント「『ONE PIECE FILM RED』ワールドプレミア in 日本武道館」を生配信するほか、23日には本作品の監督である谷口悟朗が手掛けたアニメの上映、フィギュア制作の裏側に迫るコーナーなどで構成された。
ファントエス（ソユー）
様々なアニメキャラクターをカフェやショップ、フォトブースを通じて展開する施設『ファントエス』のイベント第10弾として2022年5月1日から6月30日の期間、イオンモール盛岡南店・イオンモール秋田店・イオンモール天童店・マルイシティ横浜店・ららぽーとEXPOCITY店・ザ・モール仙台長町店の全国6店舗にて、本作品とのコラボスペースを展開していた。
ネイチャーラボ
2022年7月1日から8月31日の期間、同社が発売するメンズシャンプー「MARO・MARO17」とのコラボキャンペーンを実施。対象商品を購入すると、特別描きおろしイラストのオリジナルグッズを抽選でプレゼントしていた。
上記とは別に同年7月1日より、ルフィ、シャンクスのオリジナルボトルが全国のドラッグストアやスーパー、オンラインストアにて数量限定で販売されていた。
くら寿司
2022年7月8日から8月31日までの期間、店内のくじ「ビッくらポン」にくら寿司限定のオリジナルマグネット・キーホルダーを販売していた。また、同年7月1日からは本作品をイメージしたコラボメニュー3種を提供するほか、数量限定でお持ち帰りを含む2,500円のお会計ごとにコラボグッズが貰えるキャンペーンも展開していた。7月8日からの第1弾、並びに8月5日からの第3弾にはクリアファイル、7月22日からの第2弾にはうちわ、8月19日からの第4弾にはミニタオルがあたるキャンペーンを実施していた。
スギ薬局
2022年7月4日から9月4日までの期間、本作品とスギ薬局グループのコラボキャンペーンを展開。スギ薬局アプリのキャンペーン応募詳細画面からエントリーの上、全国のスギ薬局グループ対象店舗での1,500円以上(税抜)の購入で一口応募することができ、商品券やNintendo Switchなどの賞品を抽選でプレゼントしていた。
バンダイナムコグループ
2022年7月にオープンした「バンダイナムコ Cross Store 横浜・博多」にて、本作品の公開を記念した特設コーナーを期間限定で展開していた。期間中は、1日先着100名に「ONE PIECEカードゲーム プロモーションパック2022」がプレゼントされるほか、特設フォトスポットや『ONE PIECE』の商品展示を実施していた。期間は2022年7月7日から8月28日までの期間に横浜、2022年7月16日から8月28日までの期間に博多にてそれぞれ展開された。
アミューズメント施設「namco」とネットクレーンモール「とるモ」では、2022年8月5日から9月11日までの期間、本作品の公開を記念したキャンペーンを展開していた。このうち「namco」では『ONE PIECE』のナムコ限定景品を取り扱っており、対象店舗で当該景品が入ったクレーンゲーム機に500円を投入、または本作品の鑑賞済みの映画半券をスタッフに提示すると、ナムコ限定のREDステッカー(ランダム26種)が貰えた。ステッカーは13人の登場人物がラインアップされており、通常仕様のほかホログラム仕様も用意されていた。また、「とるモ」では抽選で100名に「フィギュア用背景布ポスター」が当たるキャンペーンも展開していた。
バラエティ系スポーツ施設「VS PARK」と屋内型アスレチック施設「トンデミ」では、2022年8月6日から9月28日までの期間、本作品の公開を記念したキャンペーンを展開していた。専用の発射台「スリングユニット」にボールをセットして、スクリーンに映る的に当てるゲーム「スリングアドベンチャー」にウタが登場していた。そのほか、全店に限定のフォトスポットを設置、「VS PARK」または「トンデミ」に来店した来場者プレゼントとして、オリジナル「ウタ」ステッカー・『ONE PIECEカードゲーム』プロモーションカード「モンキー・D・ルフィ」が貰えた。
ほっともっと
全国の店舗で本作品とのコラボキャンペーンを展開していた。お会計1,000円(税込)ごとに本作品のオリジナルハンドタオルを1枚プレゼントしていた。
アニメイト / グラッテ（Gratte）
2022年8月6日から9月4日までの期間、本作品の公開を記念して、全国のアニメイトにて『ONE PIECE 麦わらストアLITTLE in アニメイト』を出店していた。『ONE PIECE』関連商品を1,100円(税抜)購入ごと、または書籍・グラッテ（Gratte）商品を1点購入ごとにAR付きポストカードを全15種類の中から1枚ランダムでプレゼントしていた。
上記とは別に2022年8月6日から9月4日までの期間、本作品と少年ジャンプ+が連動したキャンペーンも展開していた。フェアに参加（1,100円（税込）以上の購入）した来店者に限り、レジにて「少年ジャンプ+」アプリ画面を提示するとポストカードをプレゼントしていた。
グラッテ（Gratte）でも、8月6日から9月4日までの期間、コラボメニューが提供され、ドリンクの上のクリームにキャラクターをプリントした"グラフィックラテ"や、同じイラストを使用したアイシングクッキーを販売していた。
白十字
2022年6月15日から9月14日の期間、対象商品9品いずれかの購入レシートをLINEから応募すると、本作品の映画衣装をまとったルフィ・チョッパー・ローのオリジナルデザインの賞品が500名に当たるキャンペーンを開催していた。
森永製菓
2022年6月15日から9月14日までの期間、同社が発売する『おっとっと』『ポテロング』『ハイチュウミニ』が本作品とコラボしたフェアを展開していた。コラボパッケージが販売されたほか、対象商品1個以上購入すると抽選でオリジナルグッズが貰えるキャンペーンも展開されていた。
ハウス食品
2022年6月15日より、本作品とハウス食品によるタイアップ企画を展開していた。同日13時より応募開始されたプレゼントキャンペーン第1弾のほか、後述の本作品とハウス食品、CoCo壱番屋によるキャンペーン、オリジナルQUOカードが抽選で貰えるキャンペーンも同時展開されていた。
上記のほか、特設サイトではハウス食品の商品を使ったオリジナルレシピの公開や、店頭ではタイアップパッケージを販売していた。
オダイバ冒険アイランド / バーチャル冒険アイランド（めざましライブ）
2016年7月23日から8月28日の期間、フジテレビの「オダイバ冒険アイランド2022」のイベントの一つとして、本作とコラボしたイベント「ONE PIECE FILM RED〜サマーフェス〜」がフジテレビ本社屋で開催されていた。
バーチャル冒険アイランドのイベントの一つ、および朝の情報番組「めざましテレビ」とのコラボレーション企画の一つとして8月26日にウタによるライブパフォーマンスを披露した。
メルセデス・ベンツ
本作品とメルセデス・ベンツとのコラボレーション企画として、電気自動車『EQB』のローンチを盛り上げるキャンペーンを展開。東京・六本木と大阪にある「Mercedes me（メルセデス ミー）」では、『ONE PIECE』の登場人物をイメージしたコラボメニューを提供するなどのコラボレーション企画を展開する。8月上旬からはコラボムービーを公開された。
CoCo壱番屋
2022年7月22日から8月22日の期間、注文金額1000円（税込）以上を対象としたレシートで応募すると、スポーツタオルなどのCoCo壱番屋オリジナルグッズや、食事券が抽選で当たるキャンペーンを実施していた。さらに、CoCo壱番屋公式Twitterをフォローの上、対象ツイートをリツイートすると抽選で10名に「ココイチオリジナルスプーン12本セット」が貰えるキャンペーンも展開していた。
鹿児島県旅客船協会
2022年8月1日から9月30日までの期間、本作品と「奄美航路」とのタイアップキャンペーンを展開していた。マリックスラインとマルエーフェリー、奄美海運が運行する奄美航路のフェリー6隻の船内や、鹿児島新港と奄美群島の港6箇所にキャラクターパネルが出現していたほか、先着特典として乗船者限定のノベルティ配布やキャンペーン特設サイトでの「クイズ&プレゼント企画」を実施していた。また、『ONE PIECE FILM RED』コラボデザインの1等または2等の「客室ペア乗船引換券」や、「船旅トートバッグ」など、数量限定のコラボアイテムが当たるプレゼントキャンペーンに無料で参加できる企画も展開・実施された。
セブン-イレブン
2022年8月1日より、セブン-イレブン店舗で本作品の公開を記念したタイアップキャンペーンを展開していた。
同日から8月7日までの期間、キャンペーン第1弾としてななチキとななチキレッドを2個購入すると、100円割引された。商品の組み合わせは自由となっていた。
8月4日から8月17日までの期間、キャンペーン第2弾として対象のソフトドリンクを2本購入すると、先着25個限定で尾田栄一郎がデザインしたオリジナル衣裳設定ラフ画を使用したオリジナル缶バッジが貰えた。
8月6日から8月21日までの期間、キャンペーン第3弾としてセブン-イレブンアプリで一度に税込700円または636円以上購入してアプリ内でバッジを獲得すると、本作品のオリジナルグッズが抽選であたった。
大阪市高速電気軌道（Osaka Metro）
2022年7月30日から9月30日までの期間、本作品の公開を記念したデジタルスタンプポイントを巡るデジタルスタンプラリーを開催していた。Osaka Metroの10ヶ所の駅に設置されていた。
極楽湯 / RAKU SPA
2022年8月18日から9月19日までの期間、全国の『極楽湯 / RAKU SPA』計20店舗にて本作品とのコラボイベントを展開していた。店舗ではキャラクターをイメージした浴場、手ぬぐいがランダムで貰えるセット販売のほか、コラボグッズ・コラボメニューの販売、Twitterと連動したキャンペーンなどを実施していた。
WONDA（アサヒ飲料）
2022年8月1日より、本作品のオリジナルグッズが抽選で当たるキャンペーンを実施していた。また、同時期以降より『ONE PIECE』のキャラクターがデザインされた全51種類の限定缶が全国のコンビニエンスストア、スーパーマーケット、自動販売機などで、本作品のオリジナルデザインのモーニングショットが2缶セットになった商品が全国のセブン-イレブンでそれぞれ販売されていたほか、缶とスマートフォンが連動したARコンテンツも展開していた。
マルイ / モディ
2022年8月6日から8月16日までの期間、全国のマルイ・モディの店舗にてモバイル抽選会を実施。スマートフォンから店内の二次元バーコードを読み込むだけで、本作品の劇場鑑賞券や買物クーポンが抽選で当たった。
丸紅
2022年8月5日から8月19日までの期間、丸紅公式Twitterにてキャンペーンを展開していた。
商船三井フェリー
大洗 - 苫小牧航路夕方便の2022年8月8日から9月10日出発便にて、「商船三井フェリー×ONE PIECE 就航50周年の宴」キャンペーンの一環として本作品をイメージした船内レストランメニューを展開していた。
名古屋鉄道
7月22日から9月25日までの期間、本作品の公開を記念したスタンプラリーを開催していたほか、記念乗車券を発売、ラッピング電車「ワンピーストレイン」を7月25日から9月20日まで運行していた。
「MEITETSU×ONE PIECE FILM RED スタンプラリー」は、ラリー専用きっぷ「ワンピース 1DAYフリーきっぷ」を購入し、対象の6駅（笠松駅、江南駅、金山駅、中部国際空港駅、東岡崎駅、国府駅）を巡ってスタンプを「かさねおし」していくイベント。「ワンピース 1DAYフリーきっぷ」の購入特典「オリジナルかさねおしスタンプ台紙」にすべてのスタンプを「かさねおし」し、1枚の絵を完成させると、コンプリート特典としてスタンプ台紙を飾れる「ワンピースオリジナルカードフレーム」がプレゼントされた。
上記の他、2023年10月24日には神奈川県横浜市中区の本牧ふ頭にて本作品の再上映を記念した花火イベント「ONE PIECE FILM RED HARBOR GRAND NIGHT〜新時代へ！大花火の宴〜」を開催する予定であった。しかし、9月27日に企画運営会社であるブレイクスルーは、資材が調達できない状況となり、当初予定していた演出が実施出来ない事態に陥ったため公演中止を発表。同イベントは音響装置や照明など様々な視覚特殊効果を使用した1万3000発の花火とドローンによる演出で実施される予定となっていた。

### アプリゲームコラボキャンペーン
「6大アプリゲームコラボ」として、6つのアプリゲームとコラボイベント・キャンペーンを開催。
荒野行動
2022年7月8日から7月17日までコラボイベントを開催。コラボ限定ガチャが登場するほか、本作品の試写会招待状、PlayStation 5などの賞品を抽選でプレゼントする特典も実施された。
ONE PIECE トレジャークルーズ
2022年7月22日よりコラボイベントが開催された。
ONE PIECE バウンティラッシュ
2022年8月4日よりコラボイベントが開催された。
モンスターストライク
2022年8月20日から31日までコラボイベントが開催された。
パズル&ドラゴンズ
2022年9月1日から12日までコラボイベントが開催された。
グランブルーファンタジー
2022年9月14日から25日までコラボイベントが開催された。

### 特集・広告
Getnavi
2022年7月23日発売の「Getnavi」9月号の表表紙をルフィ、裏表紙（バックカバー）をシャンクスが飾り、特集では映画の見所や監督・集英社『ONE PIECE』メディア担当・ウタ役および本作品の主題歌・挿入歌を担当するAdoのインタビュー、劇中で用いられる7曲のセルフライナーノーツをそれぞれ収録。
MORE
2022年7月28日発売の「MORE」9月増刊の表紙をルフィとウタが飾り、特集ではAdoとクラゲ界賊団の船長・エボシ役を担当する山田裕貴のインタビューを収録。特別付録としてフェス衣裳のルフィとウタがデザインされたボーダー柄の特製ノート、とじ込み付録として麦わらの一味とウタ、シャンクスのキャラクター名入り特製ステッカーをそれぞれ封入。
HOT PEPPER / HOT PEPPER Beauty
2022年7月29日発行の「HOT PEPPER」に、本作品の戦闘服を着用した麦わらの一味と、ウタ、シャンクスが表紙を飾り、「ルフィ×ジンベエ」「ゾロ×チョッパー×フランキー」「ナミ×ウソップ×ブルック」「サンジ×ロビン」そして「シャンクス×ウタ」の全5種のラインナップで、エリアに分かれて発行される。また、「HOT PEPPER Beauty」にはフェス衣裳のルフィとウタが表紙を飾る。「HOT PEPPER」「HOT PEPPER Beauty」の表紙は全6種類、背景違いを含むと9種類のビジュアルがある。また、中面にはAdoのスペシャルインタビューを収録。
ONE PIECE magazine
2022年8月8日発売の「ONE PIECE magazine Vol.15」の表紙をルフィが飾り、合計140ページにわたり本作品のネタバレを含めた内容となっている。特集では監督や声優、主題歌・劇中歌の楽曲提供を担当した音楽アーティストなど本作品にまつわる15人の各クリエイターに取材敢行する。付録として本作品のビジュアルポスターを封入。
最強ジャンプ
2022年8月4日発売の「最強ジャンプ」9月特大号の表紙をルフィとシャンクスが飾り、特集ではAdoのスペシャルインタビュー、「ONE PIECE」原作特集、『ONE PIECEカードゲーム』最新情報、「Meet the ONE PIECE」（東京都渋谷区）イベント最新情報を収録。付録としてポストカード4種と『ONE PIECEカードゲーム』4枚を封入。
ジャンプGIGA 2022 SUMMER
2022年8月5日発売の「ジャンプGIGA 2022 SUMMER」の表紙をシャンクスが飾り、特集ではウタ（Ado）の各楽曲のミュージックビデオを担当した7組のクリエイターのインタビューを収録。応募者全員サービスとしてウタのライブ応援グッズセットが貰えるほか、付録として『約束のネバーランド』の作画を担当する出水ぽすかの描き下ろしによるウタのスペシャルポスターを封入。
ダ・ヴィンチ
2022年8月5日発売の「ダ・ヴィンチ」9月号の表紙をシャンクスと幼少期のルフィが飾り、特集ではルフィ役の田中真弓、シャンクス役の池田秀一、ウタ役の名塚佳織、原作10年目担当特集、メディア担当の高野健、ほか多数の有名人・芸能人のインタビュー、寄稿企画を収録。
CUT
2022年8月19日発行の「CUT」9月号のバックカバーをウタの描き下ろしイラストが飾り、特集では、映画の重要な要素となる音楽に関連した内容となっており。ウタの歌唱役・Adoをはじめ、主題歌・挿入歌の楽曲提供・製作を担当した7組のアーティスト（中田ヤスタカ、Mrs.GREEN APPLE、Vaundy、FAKE TYPE.、折坂悠太、澤野弘之、秦基博）のそれぞれのインタビューを収録。

### 関連番組
麦わらの一味のオールナイトニッポンGOLD～『ONE PIECE FILM RED』SP～
2022年7月29日にニッポン放送他一部ネット局で生放送された特別番組。
めざましテレビ
2022年8月1日から5日までの期間、番組内で『ワンピース入門 REDへの道』と題して放送される他、8月1日から11日までのめざましじゃんけんの対戦相手に麦わらの一味・ウタ・シャンクスが参戦、8月12日にはショートアニメ『紙兎ロペ』にルフィ・チョッパー・ウタ・シャンクスが登場する。前述の通り、8月26日にはバーチャル冒険アイランド内のライブコンテンツ『めざましライブ』にウタが出演し、ライブパフォーマンスとして主題歌・劇中歌を歌唱する。
Spotify ANIZONE - アニゾーン【ONE PIECE FILM RED】
アニメ特化型ポッドキャスト番組。映画特集回は、第1回は2022年8月5日、第2回は8月12日にそれぞれ配信。
『ONE PIECE FILM RED』興収100億越えの大ヒットの秘密に迫るSP
2022年8月28日の16時 - 17時25分にフジテレビ（関東ローカル）にて放送された特別番組。本作品のゲスト出演者である山田裕貴、霜降り明星（粗品・せいや）、Adoが出演し、名塚佳織がナレーションを担当。渡邊渚（フジテレビアナウンサー）がナビゲーターを務めた。
ONE PIECE FILM RED スペシャルTikTok LIVE!!
2022年10月9日配信の特別ライブ。キャストトーク出演は田中真弓、名塚佳織、山口勝平、森久保祥太郎。楽曲パフォーマンスは折坂悠太（披露曲「世界のつづき」）。
第64回 輝く!日本レコード大賞
2022年12月30日にTBS系列で放送された音楽特別番組にて優秀作品賞と特別賞を受賞。「新時代（ウタ from ONE PIECE FILM RED）」「逆光（ウタ from ONE PIECE FILM RED）」「私は最強（ウタ from ONE PIECE FILM RED）」のスペシャルMVによるメドレーを放送。Ado自身も電話出演。

#### UTA TV LIVE TOUR
『NEW  GENESIS UTA TV LIVE TOUR』と題し、各番組、イベントでのライブが行われる。またツアーグッズも劇場入場者特典配布される。
2022 FNS歌謡祭
2022年12月14日にフジテレビ系列『2022 FNS歌謡祭』第2夜に出演。「新時代」「逆光」「世界のつづき」のスペシャルメドレー。
ジャンプフェスタ2023
2022年12月18日に『ジャンプフェスタ2023』ONE PIECEステージイベントに出演。
CDTVライブ!ライブ!クリスマス4時間スペシャル
2022年12月19日にTBS系列『CDTVライブ!ライブ!』特番に出演。「新時代」「私は最強」「風のゆくえ」のスペシャルメドレー。
ミュージックステーション ウルトラSUPER LIVE 2022
2022年12月23日にテレビ朝日系列『ミュージックステーション ウルトラSUPER LIVE 2022』に出演。「『新時代』with ELEVENPLAY」を歌唱。
発表!今年イチバン聴いた歌〜年間ミュージックアワード2022〜
2022年12月28日に日本テレビ系列年末音楽番組に出演。衣装デザインは2種発表されておりどちらかは当日発表。
第73回NHK紅白歌合戦
2022年12月31日にNHK総合テレビ・BS4K・BS8K・ラジオ第1にて放送の音楽特別番組。同番組にウタが出場し『新時代』を歌唱。また本作品と『紅白歌合戦』がコラボレーションした企画「ONE PIECE UTA LIVE RED×WHITE」を実施。動画などのオリジナルコンテンツをPR企画として展開する。また今回のウタの出場を受け、原作者の尾田が直筆コメントを、ボイスキャストの名塚と歌唱キャストのAdoもそれぞれコメントを寄せた。

### 関連商品
- ミンティア（アサヒグループ）
  - 計80種類の『ONE PIECE FILM RED』とのコラボパッケージが2022年5月2日に全国のコンビニエンスストア、スーパーマーケット、ドラッグストアなどで発売された[111]。
- DVD/BD『ONE PIECE FILM RED』（東映ビデオ、2023年6月14日発売[112][113][114]）
  - 日本語字幕付、ピクチャーレーベル仕様。特装版（リミテッド・エディションおよびデラックス・リミテッド・エディション）には、映像特典としてワールドプレミアin日本武道館、初日舞台挨拶、公開記念舞台挨拶、公開記念舞台挨拶～クラゲ海賊団の宴～、大ヒット記念舞台挨拶、動員1000万人突破記念舞台挨拶、#ウタ誕生祭、終映直前ッ！舞台挨拶、フィナーレ大宴舞台挨拶、TVスポット&予告集、スマホ向けSNS縦動画のウタキャラクタープロモ映像、スタンダード・エディションには超特報、特報、予告編のみを収録。以下の通り各形態で封入特典やその他の特典が異なる。

| 形態（品番）                                                                             | 封入特典 | その他特典                                                                                  |
| ---------------------------------------------------------------------------------------- | --- | ------------------------------------------------------------------------------------------- |
| ULTRA HD Blu-ray、Blu-rayデラックス・リミテッド・エディション（BSTD20742） ※初回生産限定 | 『ONE PIECE FILM RED』連動購入キャンペーン応募用シリアルコード ウタのミュージック電伝虫 ウタワールド＆現実世界「FILM RED」表裏対戦 マグネットリバーシ ウタの光るリストバンド リングライト 16キャラクターポストカードセット 「私は最強」ウタのランスボールペン 「負け惜しみィ～」チェンジングステッカー | 尾田栄一郎描き下ろし映画ポスタービジュアル使用特製ボックス 佐藤雅将新規描き下ろしデジトレイ |
| Blu-rayリミテッド・エディション（BSTD20741） ※初回生産限定                               | 『ONE PIECE FILM RED』連動購入キャンペーン応募用シリアルコード 「私は最強」ウタのランスボールペン 「負け惜しみィ～」チェンジングステッカー | 尾田栄一郎描き下ろし映画ポスタービジュアル使用特製ボックス                                  |
| DVDリミテッド・エディション（DSTD20741） ※初回生産限定                                   | 『ONE PIECE FILM RED』連動購入キャンペーン応募用シリアルコード 「私は最強」ウタのランスボールペン 「負け惜しみィ～」チェンジングステッカー |                                                                                             |
| ULTRA HD Blu-rayスタンダード・エディション（USTD20740）                                  | 『ONE PIECE FILM RED』連動購入キャンペーン応募用シリアルコード |                                                                                             |
| Blu-rayスタンダード・エディション（BSTD20740）                                           | 『ONE PIECE FILM RED』連動購入キャンペーン応募用シリアルコード |                                                                                             |
| DVDスタンダード・エディション（DSTD20740）                                               | 『ONE PIECE FILM RED』連動購入キャンペーン応募用シリアルコード |                                                                                             |

## 関連作品

### ウタ日記
『ウタ日記』は、本作品公開を記念したYouTube『ONE PIECE公式YouTubeチャンネル』で配信の映画連動ショートエピソード。ウタが3DCG（モーションキャプチャ）モデルで登場し、自らがVTuberのように動画配信するという形で語っていく。
| 話数 | サブタイトル                                | 配信日        |
| ---- | ------------------------------------------- | ------------- |
| #1   | 配信はじめるよー！                          | 2022年 6月8日 |
| #2   | 私は最強 語っちゃうよー！                   | 6月22日       |
| #3   | とおっ!!                                    | 7月6日        |
| #4   | パパッと早着替え！                          | 7月20日       |
| #5   | 何!?今の音!?                                | 7月27日       |
| #6   | 会場で会おー!!                              | 8月3日        |
|      | 第73回NHK紅白歌合戦!!                       | 11月16日      |
|      | TV LIVE TOUR発表メッセージ                  | 11月23日      |
|      | FNS歌謡祭 アフタートーク                    | 12月14日      |
|      | JF2023 アフタートーク                       | 12月18日      |
|      | CDTV ライブ！ライブ！ アフタートーク        | 12月19日      |
|      | Mステ ウルトラSUPER LIVE アフタートーク     | 12月23日      |
|      | 年間ミュージックアワード2022 アフタートーク | 12月28日      |
|      | 本番直前！特別編？『芋けんぴ』              | 12月31日      |
|      | 第73回NHK紅白歌合戦 アフタートーク          | 12月31日      |

| 話数 | サブタイトル                     | 配信日          |
| ---- | -------------------------------- | --------------- |
|      | ウタさんからの紅白出場メッセージ | 2022年 11月16日 |
| #1   | 曲目決定！！『新時代』           | 12月22日        |
| #2   | NHKホールでリハーサル!!          | 12月30日        |

- 紅白出場決定に合わせYouTube『NHK MUSIC』でも動画配信。

### 映画連動エピソード
放送日時はフジテレビ（テレビアニメシリーズ制作局、関東地区）のもの。
2022年8月14日から28日まで放送のTVアニメ本編にて映画連動の、幼いルフィとウタが出会うエピソード、第1029話「映画連動エピソード 淡い記憶 ルフィと赤髪の娘ウタ」および第1030話「映画連動エピソード 新時代の誓い! ルフィとウタ」、特別総集編「伝説の記録（ログ）！赤髪のシャンクス！」を放送。
13年前の赤髪海賊団のゴア王国への上陸から、1年後のエレジア襲撃事件までの時間軸の出来事が描かれており、幼少期のゾロ・ナミ・ウソップ・サンジや、彼らの関連キャラクターも一部登場する。
2022年10月30日に本編放送後にハロウィン姿のウタが登場する新規短編映像が放送、同年12月25日には本編放送後にサンタ姿のウタが登場する新規短編映像が放送。

### 小説
2022年8月9日、ノベライズ版が発売。JUMP j BOOKS版（著・江坂純）、集英社みらい文庫版（著・志田もちたろう）の2種類での発売となっている。
- JUMP j BOOKS新書判 ISBN 978-4-08-703523-0
- 映画ノベライズ みらい文庫版 ISBN 978-4-08-321740-1

## 評価

### 興行成績
2022年8月8日発表の映画ランキング（興行通信社調べ）では、6日・7日の2日間で観客動員数157万9552人、興行収入22億5423万7030円を記録し初登場1位となった。前作『STAMPEDE』の公開初日から3日間の興行成績対比で178%の好スタートを切り、この記録は2022年度公開映画のオープニング観客動員数・興行収入最高を記録し、配給元の東映の歴代動員数・興行収入ともに歴代1位のオープニング週末成績を記録した。
8月15日、公開から10日間で観客動員505万人、興行収入70.6億円を突破したことで、シリーズ最高興収であった2012年公開の『ONE PIECE FILM Z』の68.7億円を更新し、シリーズ最高記録となった。
8月25日、公開から20日間で観客動員720万人、興行収入100億円を突破した。東映単独配給の作品として初めて興収100億円を突破する快挙となった。
8月28日、公開から23日間で観客動員820万人、興行収入114億5400万円を突破し、2021年年間トップの『シン・エヴァンゲリオン劇場版』の興行収入102.2億円を超え、東映が配給した映画で最も興行収入の高い映画となった。
9月12日、公開から38日間で観客動員1000万人、興行収入139億円を突破した。
11月3日、4日、5日の北米興行収入が7,515,251ドルを記録し、 前作の『STAMPEDE』の最終興行収入比で574％に到達。
1月29日、終映。最終興行収入は国内197億円、全世界319億円、最終観客動員人数は1427万人となった。
2023年10月23日、10月20日～22日の週末映画動員ランキングが興行通信社より発表され、アンコール上映によって約1年ぶりに1位を獲得。週末3日間の成績は動員12万2000人、興収1億5900万円となり、累計成績は動員1440万人、興収198億7100万円を超えた。
10月30日、再上映から11日間で観客動員23万人、興行収入3億円を記録し、累計興収200億円に到達した。東映が配給した映画で初の興収200億円突破の映画となった。
11月19日、アンコール上映が終了し、累計動員数1,474万人、興行収入203.3億円となった。歴代興収ランキングでは『ハリー・ポッターと賢者の石』を上回り、『君の名は。』に次ぐ6位に浮上した。
なお、2023年より週末興行成績ランキングの集計日が金土日の3日間に変更された。
|                                                  | 動員数 （万人） | 動員数 （万人） | 動員数 （万人） | 興行収入 （億円） | 興行収入 （億円） | 備考                                                                              |
| 週末                                             | 週末            | 累計            | 週末            | 累計              |                   | 備考                                                                              |
| ------------------------------------------------ | --------------- | --------------- | --------------- | ----------------- | ----------------- | --------------------------------------------------------------------------------- |
| 1週目の週末 （2022年8月6日・7日）                | 1位             | 158.0           | 158.0           | 22.5              | 22.5              | [ 118 ] [ 119 ]                                                                   |
| 2週目の週末 （8月13日・14日）                    | 1位             | 103.0           | 462.3           | 15.0              | 64.7              | 公開8日で興収50億円を突破。                                                       |
| 3週目の週末 （8月20日・21日）                    | 1位             | 55.9            | 665.2           | 8.2               | 92.8              | [ 134 ]                                                                           |
| 4週目の週末 （8月27日・28日）                    | 1位             | 83.2            | 820.0           | 12.1              | 114.5             | 公開20日で興収100億円を突破。                                                     |
| 5週目の週末 （9月3日・4日）                      | 1位             | 49.8            | 929.8           | 7.0               | 129.5             | 公開26日で興収120億円を突破。                                                     |
| 6週目の週末 （9月10日・11日）                    | 1位             | 35.5            | 994.9           | 4.9               | 138.7             | [ 138 ] [ 139 ]                                                                   |
| 7週目の週末 （9月17日・18日）                    | 1位             | 41.2            |                 | 5.8               | 147.6             | 公開38日で観客動員数1000万人突破。 9月19日まで累計興収149.4億円、動員1072.3万人。 |
| 8週目の週末 （9月24日・25日）                    | 1位             | 25.9            | 1126.9          | 3.6               | 157.0             | 公開46日で興収150億円を突破。                                                     |
| 9週目の週末 （10月1日・2日）                     | 1位             | 27.3            | 1169.2          | 3.4               | 162.5             | [ 143 ] [ 144 ]                                                                   |
| 10週目の週末 （10月8日・9日）                    | 1位             | 16.7            |                 | 2.3               | 166.4             | 10月10日まで累計興収167.8億円、動員1208.4万人。                                   |
| 11週目の週末 （10月15日・16日）                  | 1位             | 16.8            | 1232.0          | 2.3               | 171.0             | [ 146 ]                                                                           |
| 12週目の週末 （10月22日・23日）                  | 3位             | 10.4            | 1250.6          | 1.4               | 173.6             | [ 147 ]                                                                           |
| 13週目の週末 （10月29日・30日）                  | 1位             | 22.4            | 1279.2          | 3.0               | 177.4             | [ 148 ]                                                                           |
| 14週目の週末 （11月5日・6日）                    | 1位             | 9.0             | 1301.3          | 1.2               | 180.4             | [ 149 ]                                                                           |
| 15週目の週末 （11月12日・13日）                  | 3位             |                 | 1316.*          | 1.5               | 182.5             |                                                                                   |
| 16週目の週末 （11月19日・20日）                  | 4位             |                 | 1327.*          | 0.8               | 183.9             |                                                                                   |
| 17週目の週末 （11月26日・27日）                  | 4位             |                 |                 | 0.7               | 185.4             |                                                                                   |
| 18週目の週末 （12月3日・4日）                    | 7位             |                 | 1344.4          | 0.4               | 186.1             |                                                                                   |
| 19週目の週末 （12月10日・11日）                  | 7位             |                 | 1349.0          | 0.4               | 186.7             |                                                                                   |
| 20週目の週末 （12月17日・18日）                  | 9位             |                 |                 | 0.4               | 187.3             |                                                                                   |
| 21週目の週末 （12月24日・25日）                  | 圏外            |                 |                 |                   | 187.8             |                                                                                   |
| 22週目の週末 （12月31日・2023年1月1日）          | 7位             |                 |                 | 0.4               | 188.9             |                                                                                   |
| 23週目の週末 （1月6日・7日・8日）                | 圏外            |                 |                 |                   | 190.6             | [ 150 ]                                                                           |
| 24週目の週末 （1月13日・14日・15日）             | 9位             |                 |                 | 0.5               | 191.2             |                                                                                   |
| 25週目の週末 （1月20日・21日・22日）             | 3位             | 15.5            | 1400.*          | 2.1               | 193.5             |                                                                                   |
| 26週目の週末 （1月27日・28日・29日）             | 3位             | 21.8            | 1427.*          | 2.9               | 197.0             | 1月29日に終映。                                                                   |
| 再上映1週目の週末 （2023年10月20日・21日・22日） | 1位             | 12.2            | 1440.1          | 1.6               | 198.7             | 10月20日からアンコール上映。                                                      |
| 再上映2週目の週末 （10月27日・28日・29日）       | 2位             | 6.5             | 1449.9          | 0.8               | 200.0             | 10月30日に興収200億円を突破。                                                     |
| 再上映3週目の週末 （11月3日・4日・5日）          | 3位             |                 | 1463.0          | 1.5               | 201.8             | [ 151 ] [ 152 ]                                                                   |
| 再上映4週目の週末 （11月10日・11日・12日）       | 6位             |                 | 1469.7          | 0.7               | 202.7             |                                                                                   |
| 再上映5週目の週末 （11月17日・18日・19日）       | 7位             |                 | 1474.6          | 0.4               | 203.3             | 11月19日で上映終了。                                                              |

### 受賞・ノミネート
| 賞                                  | 部門                                       | 対象                              | 結果 | 出典    |
| ----------------------------------- | ------------------------------------------ | --------------------------------- | ---- | ------- |
| 第21回MTV Video Music Awards Japan  | 最優秀楽曲賞                               | 新時代                            | 受賞 | [ 153 ] |
| 第64回日本レコード大賞              | 優秀作品賞                                 | 新時代                            | 受賞 | [ 154 ] |
| 第40回ゴールデングロス賞            | 最優秀金賞                                 | ONE PIECE FILM RED                | 受賞 | [ 155 ] |
| ガジェット通信 アニメ流行語大賞2022 | 金賞                                       | ウタ                              | 受賞 | [ 156 ] |
| ネット流行語100 2022                | 年間大賞                                   | ウタ                              | 受賞 | [ 157 ] |
| ネット流行語100 2022                | トップ20単語賞                             | ONE PIECE FILM RED                | 11位 | [ 157 ] |
| 第46回日本アカデミー賞              | 優秀アニメーション作品賞                   | ONE PIECE FILM RED                | 受賞 | [ 158 ] |
| 第46回日本アカデミー賞              | 第46回特別賞                               | 「ONE PIECE FILM RED」 音楽チーム | 受賞 | [ 158 ] |
| 第46回日本アカデミー賞              | 話題賞                                     | ONE PIECE FILM RED                | 受賞 | [ 159 ] |
| 2023年エランドール賞                | 特別賞                                     | 「ONE PIECE FILM RED」製作委員会  | 受賞 | [ 160 ] |
| 東京アニメアワード                  | アニメーション オブ ザ イヤー              | ONE PIECE FILM RED                | 受賞 | [ 161 ] |
| 第28回AMDアワード                   | 優秀賞                                     | ウタ                              | 受賞 | [ 162 ] |
| 第37回日本ゴールドディスク大賞      | ベスト3ソング・バイ・ダウンロード          | 新時代                            | 受賞 | [ 163 ] |
| 第37回日本ゴールドディスク大賞      | ベスト3ソング・バイ・ストリーミング        | 新時代・私は最強                  | 受賞 | [ 163 ] |
| 第37回日本ゴールドディスク大賞      | アニメーション・アルバム・オブ・ザ・イヤー | ウタの歌 ONE PIECE FILM RED       | 受賞 | [ 163 ] |

## テレビ放映
| 回数 | テレビ局   | 放送枠   | 放送日         | 放送時間      | 放送分数 | 平均世帯 視聴率 | 備考                        |
| ---- | ---------- | -------- | -------------- | ------------- | -------- | --------------- | --------------------------- |
| 1    | フジテレビ | （なし） | 2024年10月13日 | 19:00 - 21:24 | 144分    | 4.7%            | 地上波初放送 完全ノーカット |

- 放送日時・時間はいずれも日本標準時（JST）で、フジテレビ（関東地区）のもの。視聴率はフジテレビビデオリサーチ調べ、関東地区・世帯・リアルタイム。